# 2011年7月1日日食
2011年7月1日日食是一次日偏食，發生於2011年7月1日。新月當天（即朔日），地球上觀測到月球和太阳的角距離極小，此時月球如果恰好在月球交點附近，穿過太阳和地球之間，與地球、太阳接近一直線，則會出現日食。由於月球偏北或偏南，本影及偽本影從地球以北或以南經過而未接觸地表，只有半影覆蓋了地球北端或南端部分區域，形成日偏食。此次日偏食月球偏南，出現在南非以南的洋面和南极洲極小一角。

此次日偏食過程中月影在地表移動的動畫

通常每年有2次日食，而2011年共有4次，全都是日偏食。本次日食是其中第三次，距上一次日食，2011年6月1日僅1個月。

## 日食概況

### 出現區域
本次日偏食出現區域較小，僅可在南非以南、靠近南极洲的部分洋面和南极洲恩德比地的極小一角看到，食分也非常小。

### 基本參數
- 類型：日偏食
- 食分最大處（位於距南极洲毛德皇后地海岸約440公里的洋面）資料：
  - 時間：2011年7月1日8:38:23.9
  - 地點：65°12′S 28°36′E / 65.2°S 28.6°E[3]
  - 食分：0.0971（日食帶內最大）[4]

## 相關的日食

### 2011-2014年的日食
月球交替位於相對的月球交點時，以半個交點年（食年），即約177天又4小時間隔出現下列日食。
| 日食列表  |           |           |           |           |           |           |           |           |           |           |           |
| 1997-2000 | 2000-2003 | 2004-2007 | 2008-2011 | 2011-2014 | 2015-2018 | 2018-2021 | 2022-2025 | 2026-2029 | 2029-2032 | 2033-2036 | 2036-2039 |

| 升交點                                                         | 升交點                  |                                  | 降交點                  | 降交點 |
| 沙羅周期                                                       | 地圖                    | 沙羅周期                         | 地圖                    |        |
| 121 新西兰基督城的日偏食                                       | 2008年2月7日 環食       | 126 俄罗斯新西伯利亚的日全食     | 2008年8月1日 全食       |        |
| 131 印尼帕朗卡拉亞的日環食                                     | 2009年1月26日 環食      | 136 孟加拉国古里格拉姆县的日全食 | 2009年7月22日 全食      |        |
| 141 中非共和國班基的日環食                                     | 2010年1月15日 環食      | 146 法屬玻里尼西亞豪環礁的日全食 | 2010年7月11日 全食      |        |
| 151 奥地利維也納的日偏食                                       | 2011年1月4日 偏食（北） | 156                              | 2011年7月1日 偏食（南） |        |
| 註：2011年6月1日和2011年11月25日的日偏食屬於下一組交點年系列。 |                         |                                  |                         |        |

### 沙羅周期
沙羅周期長度為18年11天。本次日食屬於沙羅周期156，共包含69次日食，依次為2011年7月1日至2137年9月15日的8次日偏食、2155年9月26日至3075年4月7日的52次日環食、3093年4月18日至3237年7月14日的9次日偏食，總共歷時1226.05年。本周期並無日全食。
下表列舉了21世紀屬於該周期的日食，是第1至5次：
| 1            | 2             | 3             |
| ------------ | ------------- | ------------- |
| 2011年7月1日 | 2029年7月11日 | 2047年7月22日 |
| 4            | 5             |               |
| 2065年8月2日 | 2083年8月13日 |               |

## 外部連結
- NASA日食專頁（页面存档备份，存于）（英文）
- 可見區域圖和時間統計：由弗雷德·埃斯佩納克做出的日食預報，NASA/GSFC
  - 貝塞爾元素

| \| \| 日食 \|                            |                             |                                            |
| 上一次日食： 2011年6月1日日食 （日偏食） | 2011年7月1日日食 （日偏食） | 下一次日食： 2011年11月25日日食 （日偏食） |
| 上一次日偏食： 2011年6月1日日食          | 2011年7月1日日食 （日偏食） | 下一次日偏食： 2011年11月25日日食          |
|                                          | 日食                        |                                            |